# Szymon Firkowicz (elektronik)

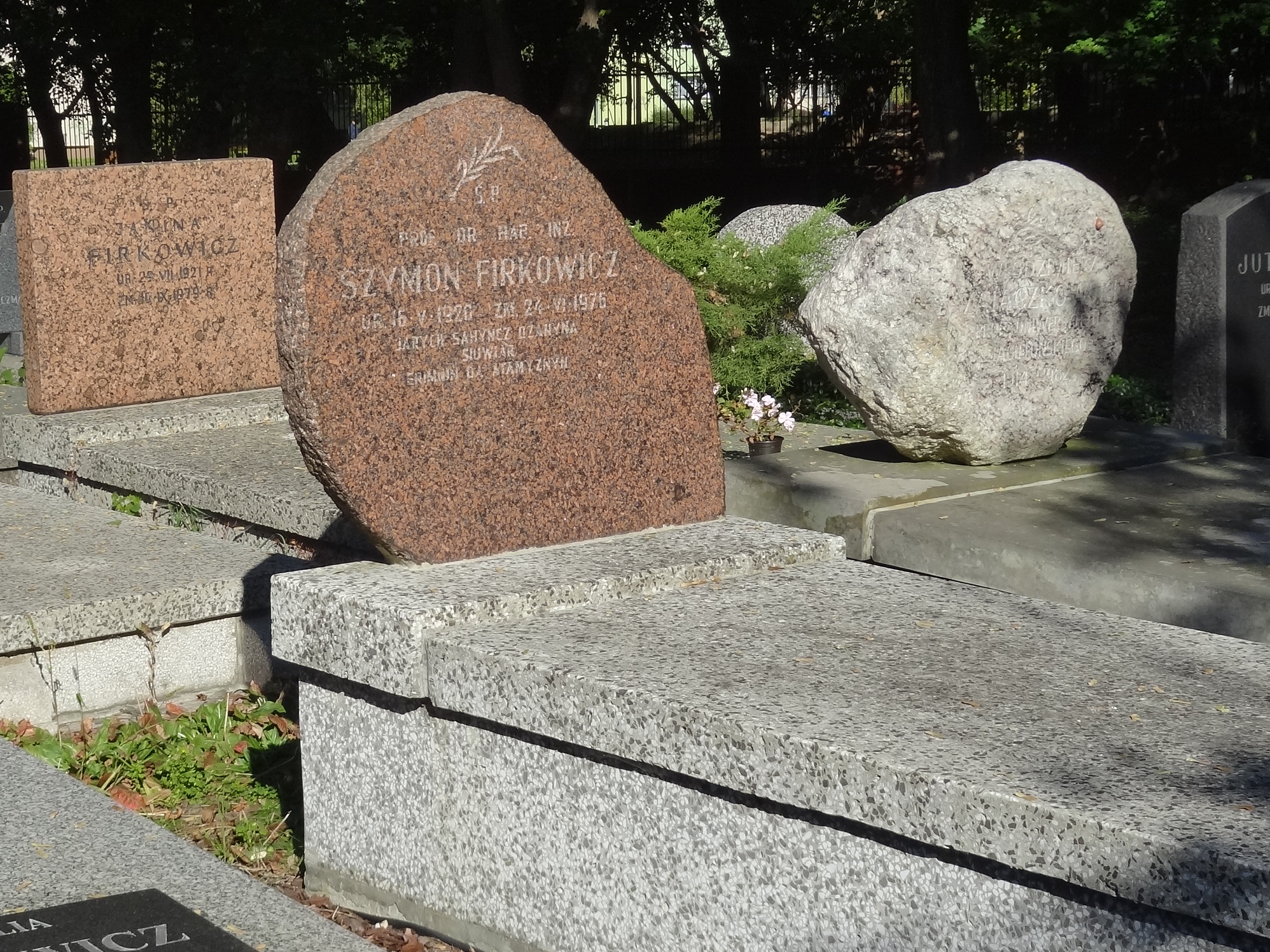
Grób Szymona Firkowicza na cmentarzu karaimskim w Warszawie

Szymon Firkowicz (ur. 16 maja 1920 w Melitopolu, zm. 24 czerwca 1976 w Warszawie) – polski inżynier elektronik narodowości karaimskiej.

## Życiorys
Urodził się w Melitopolu (Ukraina) w rodzinie karaimskiej. W 1938 ukończył wileńskie Technikum Kolejowe uzyskując tytuł technika elektryka. Jako ochotnik uczestniczył w kampanii wrześniowej w 1939 w szeregach trockiej kompanii ochotniczej. Zmobilizowany w 1944 do 1 Armii Wojska Polskiego, jako fizylier uczestniczył m.in. w walkach o Kołobrzeg, został ciężko ranny.
Po demobilizacji, w latach 1946–1950 studiował na Wydziale Elektrycznym Politechniki Wrocławskiej, który ukończył jako magister inżynier elektryk. Pracę naukową rozpoczął w 1948 jako asystent prof. Andrzeja Jellonka w Katedrze Radiotechniki Politechniki Wrocławskiej. Przez szereg lat pracował zawodowo w przemyśle elektronicznym, tj. w latach 1950–1952 jako kierownik laboratorium w Ośrodku Badawczym Sprzętu Łączności w Zegrzu, gdzie prowadził różne prace konstrukcyjne i laboratoryjne z zakresu radiotechniki wojskowej, a następnie przez blisko 5 lat w Zakładach Wytwórczych Lamp Elektrycznych jako kierownik Działu Kontroli Technicznej, a następnie jako główny technolog. 4 lipca 1956 ożenił się z Zofią (1929–1982), nauczycielką języka rosyjskiego. Od 1957 rozpoczął pracę w Przemysłowym Instytucie Elektroniki; początkowo jako adiunkt, a później jako samodzielny pracownik naukowo-badawczy. Od 1965 pracował w Instytucie Automatyki Polskiej Akademii Nauk (obecnie Instytut Badań Systemowych PAN), gdzie był kierownikiem Pracowni Niezawodności, a następnie kierownikiem Zakładu Metod Sterowania Jakością. Był też wieloletnim zastępcą dyrektora Instytutu ds naukowych. Stopień naukowy doktora nauk technicznych uzyskał w 1961 w Instytucie Podstawowych Problemów Techniki PAN za rozprawę Iskrzenie katod tlenkowych w elektronowych lampach próżniowych, a w 1964 na podstawie oceny dorobku naukowego i rozprawy habilitacyjnej Niektóre zagadnienia niezawodności uzyskał na Politechnice Warszawskiej stopień doktora habilitowanego.
Dorobek naukowy oraz wyniki w kształceniu kadr naukowych uzasadniły przyznanie w 1971 tytułu naukowego profesora nadzwyczajnego nauk technicznych. Specjalizował się w teorii niezawodności. W początkowym okresie swej działalności naukowej koncentrował się nad zagadnieniami niezawodności lamp elektronowych, przechodząc stopniowo do ogólniejszych zagadnień teorii niezawodności, głównie w statystycznym jej ujęciu. Dorobek naukowy obejmuje ponad 80 publikacji w różnych czasopismach krajowych i zagranicznych, autorstwo 2 książek, współautorstwo 4 książek i wielu skryptów. Obok działalności naukowo-badawczej prowadził także działalność dydaktyczną. W latach 1957–1962 wykładał na Politechnice Wrocławskiej, a w latach 1959–1976 na Wydziale Elektroniki Politechniki Warszawskiej.
Zmarł w Warszawie, pochowany na cmentarzu karaimskim przy ulicy Redutowej 34.

## Wybrane publikacje
- Statystyczna ocena jakości i niezawodności lamp elektronowych, Warszawa 1963.
- Matematyczne podstawy oceny niezawodności, [współaut.], Warszawa 1966.
- Przekaźnik elektromechaniczny o zmiennej strukturze obwodu sterującego, [współaut. z Januszem Migalskim], Warszawa 1966.
- Statystyczne badanie wyrobów, Warszawa 1970.
- Metody statystyczne w sterowaniu jakością, red. S. Firkowicz, Wrocław 1977.
- Zasady profilaktyki obiektów technicznych, [współaut. z Januszem Karpińskim], Warszawa 1981.